# La ghigliottina (singolo)
La ghigliottina è un singolo del cantautore italiano Brunori Sas, pubblicato il 18 settembre 2024 come secondo estratto dal sesto album in studio L'albero delle noci.

## Descrizione
Il brano nasce dalla fusione di due diverse canzoni che l'artista stava preparando, e vuole raccontare la crisi del maschio etero bianco dovuta alla modernità.

## Video musicale
Il video musicale è stato pubblicato in concomitanza all'uscita del brano attraverso il canale YouTube del cantautore. Il video presenta l'immagine di una tavola imbandita dipinta in stile natura morta su cui compare in sovraimpressione il testo del brano in stile karaoke.

## Tracce
Testi e musiche di Dario Brunori e Riccardo Sinigallia.
1. La ghigliottina – 3:42